# Badminton-Europapokal 1995
Die 18. Auflage des Badminton-Europapokals fand 1995 zum zweiten Mal im norwegischen Kristiansand statt. Auch diesmal schaffte der Gastgebene Kristiansand BK nicht die Gruppenphase zu überstehen und schieden aus. Zum dritten Mal in Folge standen mit den dänischen Lillerød BK und den schwedischen Göteborgs BK gegenüber. Und wiederum siegten die Dänen mit 5:2. Der deutsche Vertreter SC Bayer 05 Uerdingen schied im Halbfinale gegen den späteren Sieger aus.

## Die Ergebnisse
| Gruppe A                 |     |                                    |
| SC Bayer 05 Uerdingen    | 5–2 | Helsinki Tapion Sulka              |
| SC Bayer 05 Uerdingen    | 7–0 | TB Reykjavík                       |
| SC Bayer 05 Uerdingen    | 7–0 | Alpha BC                           |
| SC Bayer 05 Uerdingen    | 6–1 | Atletico Nadir de Alicante         |
| Helsinki Tapion Sulka    | 5–2 | TBC Reykjavík                      |
| Helsinki Tapion Sulka    | 6–1 | Alpha BC                           |
| Helsinki Tapion Sulka    | 6–1 | Atletico Nadir de Alicante         |
| TBC Reykjavík            | 6–1 | Alpha BC                           |
| TBC Reykjavík            | 4–3 | Atletico Nadir de Alicante         |
| Alpha BC                 | 1–6 | Atletico Nadir de Alicante         |
| Gruppe B                 |     |                                    |
| Lillerød BK              | 7–0 | Issy-les-Moulineaux Badminton Club |
| Lillerød BK              | 7–0 | BC Kopstal                         |
| Lillerød BK              | 7–0 | ASKÖ Raiba Traun                   |
| ASKÖ Raiba Traun         | 4–3 | IMBC Issy-les-Moulineaux           |
| ASKÖ Raiba Traun         | 7–0 | BC Kopstal                         |
| IMBC Issy-les-Moulineaux | 7–0 | BC Kopstal                         |
| Gruppe C                 |     |                                    |
| Göteborgs BK             | 6–1 | SC Raika Meran                     |
| Göteborgs BK             | 5–2 | Kristiansand BK                    |
| Göteborgs BK             | 6–1 | BC Olympic Lausanne                |
| Kristiansand BK          | 7–0 | SC Raika Meran                     |
| Kristiansand BK          | 6–1 | BC Olympic Lausanne                |
| BC Olympic Lausanne      | 5–2 | SC Raika Meran                     |
| Gruppe D                 |     |                                    |
| Technochim Moskau        | 4–3 | Chip Market BC Nuenen              |
| Technochim Moskau        | 5–2 | Club Sports de Madeira             |
| Technochim Moskau        | 6–1 | Graphityp Dropshots                |
| Chip Market BC Nuenen    | 6–1 | Club Sports de Madeira             |
| Chip Market BC Nuenen    | 7–0 | Graphityp Dropshots                |
| Club Sports de Madeira   | 5–2 | Graphityp Dropshots                |
| Halbfinale               |     |                                    |
| Göteborgs BK             | 4–3 | Technochim Moskau                  |
| Lillerød BK              | 6–1 | SC Bayer 05 Uerdingen              |
| Finale                   |     |                                    |
| Lillerød BK              | 5–2 | Göteborgs BK                       |